# 大量訂正 (論文)
論文の大量訂正（たいりょうていせい、英: Mega corrections）とは、学術雑誌に出版した論文の内容を大量に訂正することである。メガコレクションともよばれる。しばしば、不正隠蔽や撤回回避を目的として行われる。

## 論文訂正の目的と基準
本来の論文の訂正はもとの論文の主旨や結論を歪めない軽微なもののみ認められるとされている。訂正は、読者の「誤解」がないようにするという目的で行われる。例えば、出版社各社が加盟して作られる出版規範委員会（Committee on Publication Ethics:COPE）は、論文を出版する際に守るべき国際的なルールとしてCOPEのガイドラインを定めている。COPEのガイドラインでは、以下のような場合に訂正を行うべきだとしている。
- わずかな部分が間違っているが他の部分は信頼できる発表の場合に、そのわずかな誤りが誤解を招くことがわかった場合。特にその誤りが誠実な誤りの場合。
- 著者又は貢献者のリストが正しくない場合。例えば著者となるべき者が省かれていたり、著者資格の基準を満たさない者が含まれている場合。

一方で以下の場合は訂正ではなく撤回をすべき場合であるとされている。
- 研究不正（捏造・改ざん・盗用など）といった不正があった場合。
- 不正でない誠実な誤り（例えば計算ミスや実験の誤り）であったとしてもその誤りによって発見自体がもはや信頼できない明白な証拠がある場合。

このように国際標準のルールでは、訂正は誤りがわずかな場合にのみすることとしている。一方で、不正があった場合はもとより、データの誤り等のためにもはや発見（主旨、結論）が信頼できない時は訂正では無く撤回するとしている。
日本では、研究不正があった場合については、文部科学省のガイドラインで、所属機関が研究不正を行った者に対して論文を撤回するよう勧告をすることが定められている。しかし、研究不正以外については、訂正の基準について定める公的な規則は存在せず各学会の規定や上記の国際的な基準を参照するしかない状況である。
出版規範委員会評議員Tracey Bretag博士（南オーストラリア大学、専門は研究公正）は大量訂正を必要とする場合は論文を撤回し、完全に書き直して再投稿しなければならないと説明している。また日本分子生物学会の研究倫理のフォーラムでは、大量訂正は新たに論文を書くことだから不適切であり撤回すべきという指摘がなされている。

## 大量訂正の目的と問題点
一部のケースでは、国際標準のルールから逸脱して、もとの研究の趣旨や結論を歪めるほどの大量の訂正が論文に対して行われることがある。これが大量訂正の問題である。次のようなケースが実際に見られる。
- 研究の主旨や結論に抵触しても、大量訂正が行われる事がある[3][8][9]。
- 稀なケースでは全分析結果、研究の主旨や結論の誤りさえ修正し全く別の論文と評価される内容になるような大量訂正が行われる事がある[2][10][11]。
- 極めて稀なケースでは、研究不正が認定された「後」に、論文を訂正するといったことすら行われることがある[12][13][14][15]。

こうした大量訂正は、しばしば論文の撤回回避や不正隠蔽を目的として行われることが指摘されている。
例えば後に研究不正が認定された元東京大学分子細胞生物学研究所教授はネイチャー論文で「捏造・改竄の疑いを把握していながら、当該論文の撤回を回避するためにその隠蔽を図り、関係者に画像や実験ノートの捏造・改ざんを指示し、事実と異なる内容を学術誌の編集者へ回答するなど、極めて不当な対応をとっていた。」ということがあった。
また、この大量訂正はコピペ流用や加工が大量にあり一見して明らかな捏造の隠蔽と撤回回避のための虚偽訂正であったにも関わらず、世界的な超一流誌と目されるネイチャー誌さえ、過失という著者の虚偽説明を鵜呑みにして、訂正公告で過失と表明し、虚偽の内容を公表した。
このように本来は研究の主旨や結論に抵触しない範囲で、わずかに誤った場合に訂正するという国際標準を逸脱し、主旨や結論に抵触しなければ、どのような訂正でもよいという大量訂正が行われたり、撤回回避や不正隠蔽を目的とする極めて悪質な大量訂正が有力誌でも、しばしば行われる。
このような杜撰な審査、不正隠蔽の片棒を担ぐ出版社の大量訂正掲載に対し、日本分子生物学会の研究倫理のフォーラムで大量訂正は一種の査読システム違反であり、後から大量訂正できるならば、査読者がデータの公正さや結論の正しさを判断する事ができないという指摘があったが、ネイチャー誌の編集者は論文の主旨、結論が正しいかどうかで撤回かどうかを判断するという回答であった。
研究の主旨や結論の正当性と不正の有無は関係ないにも関わらず、研究不正の疑いがかけられたとき、被疑者はしばしば「主旨や結論が間違っていないので不正はない。」と反論する。そのため不正の隠蔽のために、本来主旨や結論が間違っているにも関わらず、上の例のように虚偽の説明で強引な大量訂正を行おうとする事が、大量訂正の動機として考えられる。
しかし、このような撤回回避、不正隠蔽を目的とした極めて悪質な大量訂正やその片棒を担ぐ出版社の杜撰かつ不正な審査を改善する対策は実施されていない。また大量訂正も主旨や結論が間違っていなければ出版社の裁量で、どのような大量訂正でも行われているのが実情であり、国際標準からの逸脱に対する改善も行われていない。
また近藤滋大阪大学教授は
「自主的にリトラクションした人と、明らかなコピペを指摘されても強制されるまで処置しない人や無理やりメガコレクションでごまかす人のどちらを信用する気になりますか？」
「たとえ、コレクションをジャーナルが認めたにせよ、読者はその論文のデータを信用しないので、その論文は「アカデミックな意味で」存在価値がありません。したがって、その論文に関する全てを代表する責任著者の義務として自主的にリトラクションをするべきだと、私は思います。」
「私がグラントや新規採用の審査委員であったとして、応募者の論文リストにメガコレクションの論文があれば、信用できない研究者と判断し大きなマイナス評価をします。中川さんもおそらく同じだと思います。逆に、リトラクションされていれば、リストにその論文がないので評価には影響しません。」
という問題点を指摘した。
基準の項目で示したとおりCOPEガイドラインでは研究の発見（結論、主旨）が信頼できない場合は撤回となるが、大量訂正はそれに違反している。

## 対策
現状では大量訂正を改善するための対策は実施されていない。しかし、学術誌や論文著者が大量訂正を出しても研究者の大多数は論文著者が不正行為をやったと思うため、事実上研究界でほぼ居場所がなくなるので、大多数がどれだけ正気を保てるかが極めて重要で、それができていない学会があれば改善を求めていく事が重要であると日本分子生物学会の研究倫理のフォーラムで指摘された。
近藤滋大阪大学教授は「「コピペ即リトラクション」のルールを作るまでも無く、コピペ論文の無価値化は容易にできるはずです。現在既にネット上に挙がっているコピペ論文のリストを網羅したデータベースを作り、それを研究費の申請書やポストへの応募書類についてくる業績と照合すれば良いだけですから。そんなソフトは、簡単に作れるはず。その照合に引っ掛かれば、その申請・応募は間違いなく却下されるでしょう。そうなると、そんな危険のある論文を業績欄に入れることは怖くてできません。コピペ論文は、自動的に無価値になります。」と提案した。しかし、公的機関による大量訂正やコピペ論文のブラックリストの作製は行われていない。
また、これらは研究者による意識改革等の自主的かつ間接的抑止活動であり、出版社や論文著者による大量訂正を直接的に抑止・改善する対策は行われていない。

## 大量訂正の例
| 研究機関                     | 訂正公告                                          | 被大量訂正論文                                | 態様 |
| ---------------------------- | ------------------------------------------------- | --------------------------------------------- | --- |
| 東京大学分子細胞生物学研究所 | Nature 480, 132 (01 December 2011)                | Nature 461, pages 1007-1012 (15 October 2009) | 訂正前のデータにはコピペ流用や加工が大量にあり、明らかに捏造の隠蔽と撤回回避のための虚偽訂正であった。この訂正公告を見て不審に思った読者が、このグループの他の論文にも捏造が蔓延していることをインターネットの匿名サイトで暴くことになった。この論文は、結局2012年に撤回されることになった。東京大学の報告書によれば、研究室主催者は、捏造・改竄の疑いを把握していながら、当該論文の撤回を回避するためにその隠蔽を図り、関係者に画像や実験ノートの捏造・改ざんを指示し、事実と異なる内容を学術誌の編集者へ回答するなど、極めて不当な対応をとっていたとされる。 |
| Goethe University Frankfurt  | Nature 478, page 274 (2011)                       | Nature 472, pages 356-360 (2011)              | 再現性が得られないという主張。 |
| 千葉県環境研究センター       | 大気環境学会誌, 2016年 51巻 6号 p.266             | 大気環境学会誌, 2015年 50巻 3号 p.152-165     | 結論まで一部訂正。大気環境学会は大きなミスではあるが論旨に変更がないと公表。 |
| 千葉大学医学研究院           | Nature 506, 254 (13 February 2014)                | Nature 454, pages 345-349 (17 July 2008)      | オリジナルの生データなし。論文に記載したプロトコルを完全に変更した状態で行われた追実験のデータを用いて修正が行われている。その追実験を行ったのは著者ではない人物であることも訂正公告には記されている。筆頭著者であった留学生は論文出版直後に帰国した。 |
| 国立環境研究所 大阪大学      | 計画行政 40(2), 111-115, 2017-05                  | 計画行政 31(2), 72-78, 2008-06                | 論文7ページ、訂正5ページ。撤回回避と捏造隠蔽のために訂正公告に意図的な嘘を記載してメガコレクションを公表した。二酸化炭素削減政策の定量評価が主旨であるにも関わらず、意図的な嘘を記載するという不正行為により二酸化炭素削減率に過失があったとして無意味に二酸化炭素削減率と全分析結果を訂正し、20万円もの訂正費用をかけて無意味に主旨を破綻させ、捏造を隠蔽した。 また原著論文及び大量訂正で示された定性的結論は先行研究において否定されている。さらに原著論文及び大量訂正で示された炭素税収を家計へ還付する政策（原著論文の"家計への還付"の政策）の方が政府支出増に充てる政策（原書論文の"炭素税"の政策）よりも目標削減率達成のための炭素税率が下がるという定性的結果も先行研究において否定されている。訂正公告では「払い戻しケースでは・・・炭素税率の水準も他のケースと比べて高くなった。このように・・・政策的インプリケーションの結論には変更はない。」（ p111、「1.1 結論1（論文 P77）について」より）と公表されたが、訂正公告表-3では訂正前後で払い戻しケースより税率軽減ケースの方が炭素税率が高いため訂正公告の記載は意図的虚偽記載であり訂正公告上でさえ定性的結論が破綻している。 この大量訂正により筆頭著者が約5年間に発表したほぼ全ての研究発表である博士論文・論文等15報以上に結論・主旨・大部分の分析結果の破綻が生じ、撤回相当となっている。 |
| 湖北大学                     | Chinese Journal of Chemistry 35(7),1185-1194,2017 |                                               | 原著論文より長い訂正。 |
| 金沢大学                     | 大気環境学会誌, 2018年 53巻 1号 p.N10-N12         | 大気環境学会誌, 2015年 50巻 2号 p.117-122     | 論文6ページ、訂正3ページ。主要データの導出法を強引に変更。そのため主要5図のうち4図と関連部分を大量訂正。 |
| 国立循環器病研究センター     | PNAS August 14, 2018. 115 (33) E7883-E7886        | PNAS March 31, 2015. 112 (13) 4086-4091       | 論文6ページ、訂正4ページ。不適切さの指摘。2021年に大量訂正された論文に捏造、改ざんが認定。大量訂正は撤回回避と隠蔽の不正。大量訂正の論文は撤回。JANP studyは中止、10件の健康被害が確認。 |
| 早稲田大学                   | 2020年早稲田大学大学院教育学研究科博士論文        | 2025年訂正確認報告書                          | 研究不正が認定された博士論文の訂正。2020年に学位が授与された博士論文は、2024年に研究不正が認定されたことが公表され、2025年に訂正が行われた。20頁にわたる訂正確認報告書では、博士論文に対して60項目にわたる訂正が行われ博士学位が維持されたことが記載されている。 |